# Véronnes
Véronnes és un municipi francès, situat al departament de la Costa d'Or i a la regió de Borgonya - Franc Comtat. L'any 2007 tenia 371 habitants.

## Demografia

### Població
El 2007 la població de fet de Véronnes era de 371 persones. Hi havia 137 famílies, de les quals 26 eren unipersonals (11 homes vivint sols i 15 dones vivint soles), 61 parelles sense fills, 46 parelles amb fills i 4 famílies monoparentals amb fills.
La població ha evolucionat segons el següent gràfic:
Habitants censats

### Habitatges
El 2007 hi havia 159 habitatges, 140 eren l'habitatge principal de la família, 8 eren segones residències i 11 estaven desocupats. 156 eren cases i 3 eren apartaments. Dels 140 habitatges principals, 114 estaven ocupats pels seus propietaris, 24 estaven llogats i ocupats pels llogaters i 2 estaven cedits a títol gratuït; 1 tenia dues cambres, 10 en tenien tres, 27 en tenien quatre i 102 en tenien cinc o més. 117 habitatges disposaven pel capbaix d'una plaça de pàrquing. A 50 habitatges hi havia un automòbil i a 86 n'hi havia dos o més.

### Piràmide de població
La piràmide de població per edats i sexe el 2009 era:
| Homes | Edats   | Dones |
| ----- | ------- | ----- |
| 0     | 95 o +  | 0     |
| 0     | 90 a 94 | 0     |
| 4     | 85 a 89 | 4     |
| 4     | 80 a 84 | 0     |
| 4     | 75 a 79 | 4     |
| 8     | 70 a 74 | 8     |
| 4     | 65 a 69 | 8     |
| 4     | 60 a 64 | 8     |
| 16    | 55 a 59 | 12    |
| 8     | 50 a 54 | 0     |
| 12    | 45 a 49 | 8     |
| 12    | 40 a 44 | 4     |
| 12    | 35 a 39 | 12    |
| 12    | 30 a 34 | 20    |
| 20    | 25 a 29 | 12    |
| 4     | 20 a 24 | 4     |
| 8     | 15 a 19 | 4     |
| 8     | 10 a 14 | 16    |
| 20    | 5 a 9   | 0     |
| 20    | 0 a 4   | 12    |

## Economia
El 2007 la població en edat de treballar era de 245 persones, 182 eren actives i 63 eren inactives. De les 182 persones actives 174 estaven ocupades (91 homes i 83 dones) i 8 estaven aturades (2 homes i 6 dones). De les 63 persones inactives 23 estaven jubilades, 24 estaven estudiant i 16 estaven classificades com a «altres inactius».

### Ingressos
El 2009 a Véronnes hi havia 144 unitats fiscals que integraven 386 persones, la mediana anual d'ingressos fiscals per persona era de 21.021 €.

### Activitats econòmiques
Dels 15 establiments que hi havia el 2007, 1 era d'una empresa alimentària, 1 d'una empresa de fabricació d'altres productes industrials, 2 d'empreses de construcció, 3 d'empreses de comerç i reparació d'automòbils, 1 d'una empresa de transport, 3 d'empreses immobiliàries i 4 d'empreses de serveis.
Els 2 serveis als particulars que hi havia el 2009 eren guixaires pintors.
L'any 2000 a Véronnes hi havia 22 explotacions agrícoles que ocupaven un total de 2.465 hectàrees.

## Equipaments sanitaris i escolars
El 2009 hi havia una escola elemental integrada dins d'un grup escolar amb les comunes properes formant una escola dispersa.

## Poblacions més properes
El següent diagrama mostra les poblacions més properes.